# IC 1089
IC 1089 ist eine Galaxie vom Hubble-Typ S im Sternbild Jungfrau am Nordsternhimmel. Sie ist schätzungsweise 416 Millionen Lichtjahre von der Milchstraße entfernt.
Das Objekt wurde am 15. Juli 1892 von Stéphane Javelle entdeckt.